# Phlomidoschema
Phlomidoschema es un género monotípico de plantas con flores perteneciente a la familia Lamiaceae. Su única especie: Phlomidoschema parviflorum (Benth.) Vved., Bot. Mater. Gerb. Bot. Inst. Komarova Akad. Nauk S.S.S.R. 9: 55 (1941) , es originaria del norte de Irán hasta la India en Punjab.

## Sinonimia
- Stachys parviflora Benth. in A.P.de Candolle, Prodr. 12: 490 (1848).[1]